# Praderův–Williho syndrom

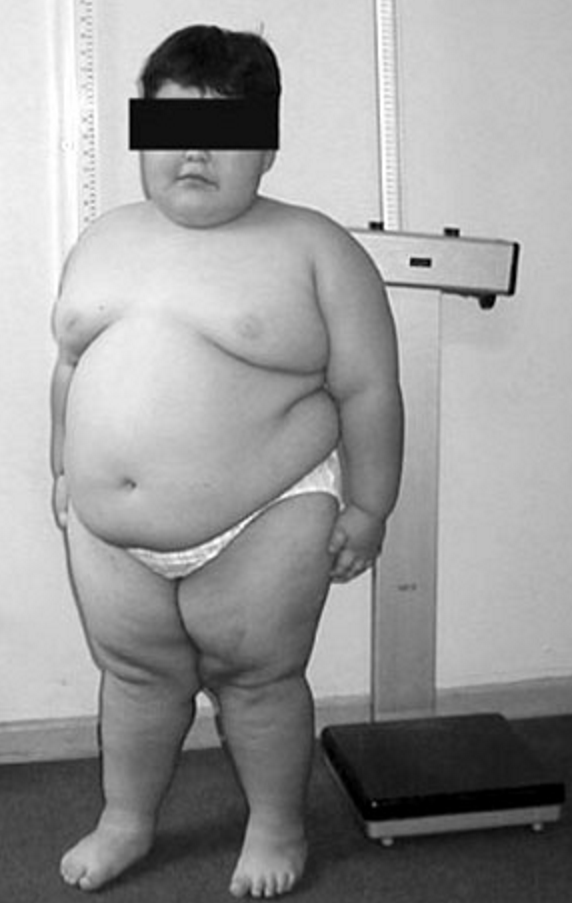
Osmiletý pacient s Praderovým–Williho syndromem

Praderův–Williho syndrom (PWS) je vzácné genetické onemocnění postihující přibližně 0,003 až 0,01 % světové populace. U novorozenců se projevuje oslabením svalstva (hypotonie), nevyvinutým sacím reflexem, zpomaleným vývojem a růstem. Již v raném dětství se ale u pacientů vyvine neukojitelný hlad, který vede k chronickému přejídání (hyperphagie) a obezitě, a mírná mentální retardace. Jedná se o nejčastější genetickou příčinu života ohrožující obezity u dětí a postihuje rovnocenně ženy i muže. Praderův–Williho syndrom je způsoben neaktivním (nebo chybějícím) segmentem na 15. chromozomu zděděném od otce. Pokud je stejný segment poškozen na chromosomu zděděném od matky, jde o syndrom Angelmanův.

## Historie poznání
Tuto nemoc poprvé v roce 1956 popsali Andrea Prader, Heinrich Willi a Alexis Labhart, po kterých byla nemoc pojmenována. V roce 1981 byl gen zodpovědný za toto onemocnění lokalizován, což v dnešní době umožňuje genetické testy a zjednodušuje diagnózu.

## Příčina
PWS je první popsanou nemocí způsobenou genetickým imprintingem, což znamená, že míra exprese genů z chromozomu závisí na rodiči, od kterého chromozom pochází. V případě genu SNRPN a dalších, které se nachází v úseku 15q11-13 (oblast PWS/AS), podstoupí expresi pouze alely od otce, zatímco ty od matky jsou methylací ztišeny. U lidí postižených PWS je alela od otce z nějakého důvodu nefunkční. Mezi tyto důvody patří:
- Oblast PWS/AS na chromozomu od otce chybí (70 % případů)
- Oba dva chromozomy 15 byly zděděny od matky – monoparentální disomie (25 % případů)
- Mutace v oblasti PWS/AS na chromozomu od otce (méně než 5 % případů)
- Translokace části chromozomu 15 (minimum případů)

Pravděpodobnost, že se nemoc objeví i u sourozence postiženého, závisí na konkrétní příčině. Sourozenci pacienta bez PWS/AS oblasti nebo s monoparentální disomií mají riziko relativně malé (menší než 1 %), zatímco sourozenci pacienta s chromozomální translokací mají 25% šanci a v případě genové mutace dokonce 50% šanci.

## Příznaky a diagnóza
Typické příznaky zahrnují:
- hypotonie a nevyvinutý sací reflex po narození
- malý vzrůst v dětství
- hyperfágie
- obezita
- malé ruce a malá chodidla
- mírná mentální retardace
- příznaky Obsedantně-kompulzivní poruchy
- agresivní chování
- poruchy učení
- pozdější nástup puberty
- menší genitálie
- absence některých sekundárních pohlavních znaků
- spánková apnoe a další komplikace spojené s obezitou[5]

Novorozenci s hypotonií a slabým sacím reflexem jsou většinou podezřelými a diagnóza je potvrzena genetickým testem, v 99 % případů na potvrzení diagnózy stačí kontrola methylace DNA.

## Podpůrná péče
Přestože na tento syndrom neexistuje žádný lék, jednotlivé symptomy, které ho provázejí, je možné částečně potlačit nebo omezit jejich negativní vliv na kvalitu života pacientů.
Protože novorozenci s Prader-Williho syndromem často mají problémy s příjmem potravy, zavádí se u nich sonda přes nos a hrtan do žaludku. S postupem času by tento problém měl polevit a postižené dítě by neměl být problém nakrmit z lahve. Pokud problémy přetrvávají, rodiče se mohou obrátit se žádostí o pomoc na dietetiky.
U chlapců s nesestouplými varlaty bývá žádoucí operace, aby se předešlo dalším zdravotním komplikacím, které jsou s tímto spojeny později.
Asi nejdůležitější součásti podpůrné péče o pacienta s Prader-Williho syndromem je sledování jejich hmotnosti a předcházení přílišnému váhovému přírůstku. Dítě s tímto syndromem se nikdy nenaučí omezovat svůj příjem potravy, proto je nutná regulace. Tyto děti mají také všeobecně nižší kalorické požadavky než ostatní. Mezi dietetická doporučení patří eliminace sladkých a kalorických pokrmů, pravidelné stravování, menší porce škrobů a větší porce zeleniny a ovoce. Dítě by nemělo mít přístup k přídavkům a jídlo v domácnosti by mělo byt uloženo mimo jeho dosah a dohled. Lidé, se kterými se dítě v běžném životě setkává, by měli být seznámeni s těmito opatřeními a se zdravotním stavem dítěte.
Další nedílnou součástí života takto postiženého dítěte by mělo byt pravidelné cvičení. Protože mají méně energie než ostatní, je žádoucí cvičení rozdělit na několik 5 - 10minutových intervalů v průběhu dne, aby se předešlo nadměrné únavě.
Další možností pro děti s Prader-Williho syndromem je hormonální terapie. Růstový hormon bývá předepisován z několika důvodů:
·      Podporuje růst svalů a snižuje množství podkožního tuku
·      Podporuje silu svalů
·      Dodává dítěti energii
·      Napomáhá normálnímu vývoji obličeje, což snižuje viditelnost typických obličejových rysů syndromu
Dívkám je také běžně předepisován estrogen a progesteron na podporu vývoje sekundárních pohlavních znaků.